# NGC 3087
NGC 3087 este o galaxie eliptică situată în constelația Mașina Pneumatică. A fost descoperită în 2 februarie 1835 de către John Herschel. Se află la o distanță de 34,83 de megaparseci de Pământ.